# Róger Guedes
Pour les articles homonymes, voir Guedes.
Róger Krug Guedes, dit Roger Guedes, est un footballeur brésilien né le 2 octobre 1996 à Ibirubá. Il évolue au poste d'attaquant avec le club d'Al-Rayyan SC.

## Biographie

### Carrière en club

#### Palmeiras (2016-2018)
Le 5 avril 2016, il s'engage avec le club de Palmeiras, pour une durée de cinq années. Malheureusement, il se fera harceler par ses coéquipiers et demandera un transfert pour échapper à ce bizutage.

#### Atlético Mineiro (2018)
Le 27 décembre 2017, il est prêté à l'Atlético Mineiro.

#### Shandong Luneng (2018 - 2021)
Le 13 juillet 2018, il est prêté au club chinois de Shandong Luneng, avec une option d'achat obligatoire s'élevant à neuf millions d'euros.

#### Corinthians (depuis 2021)
Il signe en aout 2021 son retour au Brésil, en signant pour le club des Corinthians, son numéro fétiche, le 23 symbolisant le jour de naissance de son fils, étant pris par Fagner, Roger Guedes accepte de porter le 123.

## Statistiques
| Saison                | Club                    | Championnat           | Championnat | Championnat | Coupe(s) nationale(s) | Coupe(s) nationale(s) | Supercoupe | Supercoupe | Compétition(s) continentale(s) | Compétition(s) continentale(s) | Compétition(s) continentale(s) | Ligue régionale | Ligue régionale | Total | Total |
| Saison                | Club                    | Division              | M.          | B.          | M.                    | B.                    | M.         | B.         | Comp.                          | M.                             | B.                             | M.              | B.              | M.    | B.    |
| 2014                  | Criciúma                | Série A               | 3           | 1           | -                     | -                     | -          | -          | -                              | -                              | -                              | -               | -               | 3     | 1     |
| 2015                  | Criciúma                | Série B               | 21          | 2           | 2                     | 0                     | -          | -          | -                              | -                              | -                              | 19              | 2               | 42    | 4     |
| 2016                  | Criciúma                | Série B               | -           | -           | -                     | -                     | -          | -          | -                              | -                              | -                              | 17              | 3               | 17    | 3     |
| Sous-total            | Sous-total              | Sous-total            | 24          | 3           | 2                     | 0                     | -          | -          | -                              | -                              | -                              | 36              | 5               | 62    | 8     |
| 2016                  | Palmeiras               | Série A               | 31          | 4           | 1                     | 0                     | -          | -          | -                              | -                              | -                              | 2               | 0               | 34    | 4     |
| 2017                  | Palmeiras               | Série A               | 26          | 4           | 4                     | 0                     | -          | -          | CL                             | 7                              | 0                              | 12              | 4               | 49    | 8     |
| Sous-total            | Sous-total              | Sous-total            | 57          | 8           | 5                     | 0                     | -          | -          | -                              | 7                              | 0                              | 14              | 4               | 83    | 12    |
| 2018                  | Atlético Mineiro (prêt) | Série A               | 12          | 9           | 8                     | 2                     | -          | -          | -                              | -                              | -                              | 8               | 2               | 28    | 13    |
| Sous-total            | Sous-total              | Sous-total            | 12          | 9           | 8                     | 2                     | -          | -          | -                              | -                              | -                              | 8               | 2               | 28    | 13    |
| 2018                  | Shandong Luneng         | CSL                   | 9           | 2           | 1                     | 0                     | -          | -          | -                              | -                              | -                              | -               | -               | 10    | 2     |
| 2019                  | Shandong Luneng         | CSL                   | 21          | 12          | 4                     | 1                     | -          | -          | ACL                            | 1                              | 0                              | -               | -               | 26    | 13    |
| 2020                  | Shandong Luneng         | CSL                   | 11          | 11          | 6                     | 6                     | -          | -          | ACL                            | 1                              | 0                              | -               | -               | 18    | 17    |
| Sous-total            | Sous-total              | Sous-total            | 41          | 20          | 11                    | 7                     | -          | -          | -                              | 1                              | 0                              | -               | -               | 53    | 27    |
| 2021                  | Corinthians             | Série A               | 9           | 4           | 1                     | 0                     | -          | -          | -                              | -                              | -                              | 2               | 0               | 12    | 4     |
| Sous-total            | Sous-total              | Sous-total            | 9           | 4           | 5                     | 1                     | -          | -          | -                              | 1                              | 0                              | -               | -               | 15    | 5     |
| Total sur la carrière | Total sur la carrière   | Total sur la carrière | 142         | 48          | 26                    | 9                     | -          | -          | -                              | 8                              | 0                              | 58              | 11              | 234   | 68    |